# Паюзі (волость)
Па́юзі (ест. Pajusi vald) — волость в Естонії, адміністративна одиниця повіту Йиґевамаа.

## Географічні дані
Площа волості — 232,4 км2, чисельність населення на 1 січня 2017 року становила 1225 осіб.

## Населені пункти
Адміністративний центр — село Калана.
На території волості розташовані 23 села (ест. küla):
Айду (Aidu), Арісвере (Arisvere), Ворсті (Vorsti), Вяґарі (Vägari), Вяльятаґузе (Väljataguse), Кааве (Kaave), Калана (Kalana), Кауру (Kauru), Кипу (Kõpu), Кирккюла (Kõrkküla), Козе (Kose), Лагавере (Lahavere), Лоопре (Loopre), Луйґе (Luige), Мийзакюла (Mõisaküla), Миртсі (Mõrtsi), Нурґа (Nurga), Паюзі (Pajusi), Пізісааре (Pisisaare), Сопіметса (Sopimetsa), Тапіку (Tapiku), Тийвере (Tõivere), Ууевялья (Uuevälja).